# Volby do Sněmovny lidu Federálního shromáždění 1981

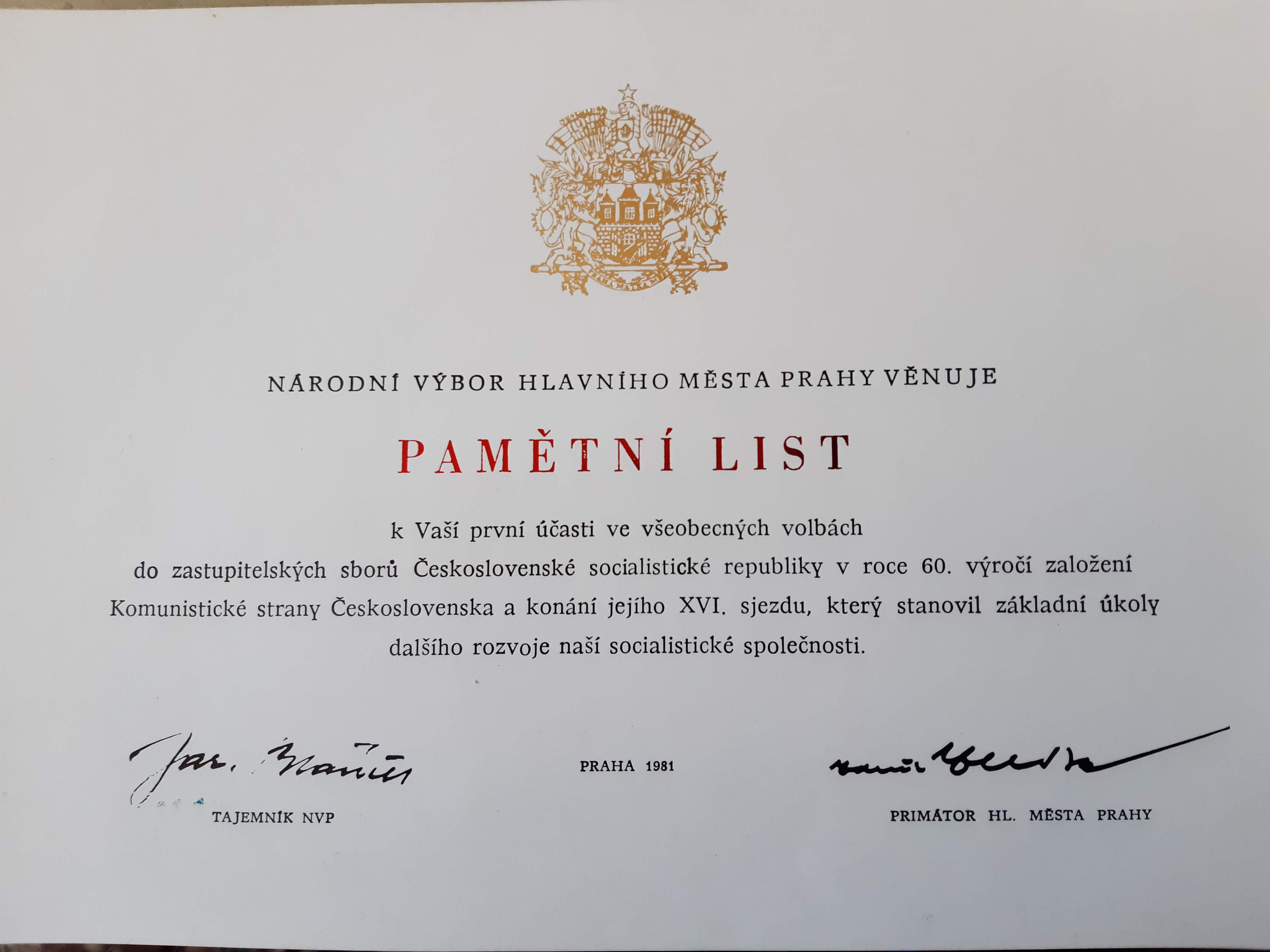
Pamětní list k první účasti ve volbách roku 1981

Volby do Sněmovny lidu Federálního shromáždění 1981 byly volby do jedné ze dvou komor nejvyššího zákonodárného sboru Československa. Konaly se 5. a 6. června 1981.

## Volební obvody
- Federální shromáždění – 350 členů (poslanců)
  - Sněmovna lidu – 200 volebních obvodů, 1 obvod = 1 poslanec (ČSR a SSR)
  - Sněmovna národů – 150 volebních obvodů, 1 obvod = 1 poslanec (75 ČSR a 75 SSR)

## Volební výsledky
Šlo o součást voleb do zastupitelských orgánů ČSSR, v nichž se najednou volili poslanci na místní, okresní, krajské, republikové (ČNR, SNR) i federální úrovni. Šlo o třetí volby do Sněmovny idu Federálního shromáždění pro provedení federalizace Československa a třetí volby konané v Československu po invazi vojsk Varšavské smlouvy roku 1968 a nástupu normalizace.
Skončily jednoznačným vítězstvím jednotné kandidátní listiny Národní fronty, která získala do Sněmovny lidu 99,96 % hlasů.
| Oprávněných voličů | Odevzdaných hlasů | Volební účast v % | Platných hlasů | Platných hlasů pro NF | Platných hlasů pro NF % | Počet mandátů |
| ------------------ | ----------------- | ----------------- | -------------- | --------------------- | ----------------------- | ------------- |
| 10 789 574         | 10 736 312        | 99,51 %           | 10 730 205     | 10 725 609            | 99,96 %                 | 200           |

## Rozdělení mandátů
Celkem bylo zvoleno 200 poslanců.